# Francisco Ambrosio Didot
Francisco Ambrosio Didot «Didot el Viejo» (en francés: François-Ambroise Didot 7 de enero de 1730 - 10 de julio de 1804). Primogénito de François Didot. Reconocido librero e impresor y principal responsable de la internacionalización del apellido de la familia Didot.
La constante en su trabajo como impresor fue mejorar sus ediciones hasta el punto de hacerlas inigualables y codiciadas en toda Europa.

## Biografía
Su vida concurre paralela a la historia de la impresión, aporta sus conocimientos en mecánica, cálculo y su genio. Impresor destacable que reemplaza a otras dinastías, como las de los Estienne o los Elzevir.
Fue el impresor titular de la colección de clásicos franceses 1783, impresos por orden de Luis XVI para la educación del delfín Luis José de Francia, en formatos octavo y cuarto: le Bossuet, le Télèmaque y la Biblia latina, muy estimada por su corrección y belleza. Imprime también para el Conde de Artois una serie de 64 volúmenes, algunos de ellos impresos en papel vitela.
Hace grabar y fundir con la ayuda de Waflard los primeros tipos de su fundición; esta tarea la concluye su hijo Firmin.
Define un nuevo sistema de denominación del tamaño de los caracteres tipográficos, tomando como base la medida del "pie de rey". Este sistema se impone y desaparecen las antiguas denominaciones: nonpareille, gros canon, saint-agustin, parangon, perle, mignonne...
Su hijo Pierre describe así el nuevo sistema de medidas:

La medida del pie de rey se divide en seis partes iguales, que servirán para nombrar y graduar los diferentes tamaños de los caracteres. El más pequeño, que tiene las seis medidas completas, se denomina seis; el que le sigue en tamaño es el siete, compuesto de una medida de pie de rey y una subdivisión más, y así sucesivamente. El doce tendrá en consecuencia dos líneas de pie de rey.

En 1780 recibe la visita de Benjamin Franklin y William Temple para conocer la técnica del grabado y fundición de caracteres.
En 1797 cede su taller de imprenta a su hijo mayor Pierre y la fundición a su hijo menor Firmín. Muere en 1804 a los 75 años de edad.
Un epitafio define así sus cualidades:

Simple en sus costumbres, generoso, probo, laborioso y más celoso de adquirir la estima pública que de amasar riquezas.

## Principales aportaciones

### Punto Didot
En 1760 Francisco perfeccionó el sistema de puntos de Fournier, pues definía el punto Didot tomando como base la medida de longitud llamada Pie de rey, usada en Francia. Esta nueva medida tipográfica fue aceptada en toda Europa a excepción de Gran Bretaña.

### Papel vitela
En 1780 la fábrica de papel de Johannot d'Annoay, aconsejada por Francisco Ambrosio Didot, elabora en 1780 el primer papel vitela a imitación del que John Baskerville utiliza en su edición de Virgilio, y así llamado, vitela, porque las vitelas son pergaminos particularmente lisos, muy apreciados desde la antigüedad como soporte de escritura e ilustración. Esta innovación evita las marcas de verjura y logra un soporte más fino y uniforme con el que se consigue una mayor definición de los tipos.

### Máquina de papel continuo
En 1779 Louis Robert expone la máquina de papel continuo, la cual es perfeccionada por Francisco y Saint Leger Didot.

### Otras aportaciones
En estrecha colaboración con su hijo Firmin crea un nuevo tipo de letra, en la que se constata el abandono de la tendencia barroca en favor del nuevo estilo neoclásico.